# Zsaru vagy csirkefogó?
A Zsaru vagy csirkefogó? (eredeti cím: Flic ou voyou) 1979-ben bemutatott francia bűnügyi filmvígjáték. Ez volt Jean-Paul Belmondo első közös filmje Georges Lautner rendezővel. A produkcióban inkább a vígjátéki, semmint a bűnügyi elemek dominálnak. A Zsaru vagy csirkefogó? kiugró sikert ért el Franciaországban, csak Párizsban több mint egymillió néző látta. Ennek köszönhetően a következő években a Belmondo–Lautner páros elkészítette a Szabadlábon Velencében (1980), A profi (1981) és a Kellemes húsvéti ünnepeket! (1984) című filmeket.

## A cselekmény
A helyszín a csodaszép Nizza. Bertrand felügyelőt és alkalmi barátnőjét meggyilkolják egy lakásban. A tettesek a felügyelőt egy autóba ültetik, újra lelövik, a kocsit pedig egy szakadékba lökik. A meggyilkolt rendőr özvegyét rövidesen felkeresi egy Antonio Cerutti nevű férfi, aki állítása szerint annak a prostituáltnak a testvére, aki mellett a felügyelőt valójában megölték. Madame Bertrand egy jelenlévő barátjára bízza Ceruttit. A rámenős Cerutti – aki a börtönből frissen szabadultnak mondja magát – átlát a szitán, miheztartás végett megjegyzi, hogy sejti, nem a rendőri fizetésből futotta az elhunytnak ilyen luxusra. Kilátásba helyezi, hogy hamarosan visszatér. Az özvegytől egyenesen Cerutti mamához megy. A néző számára ekkor kiderül, hogy a vagány férfi valójában nem az asszony fia. Cerutti mama locsog-fecseg, elmondja például, hogy lányát egy Mario nevű alak szédítette. Langlois úr vendéglőjében az ál-Cerutti a maga módján (néhány pofonnal és ökölcsapással) megpróbálja szóra bírni Mariót, aki viszont keveset tud. Utána maga a vendéglős kerül sorra, akinek a felesége is jelen van. A trió végül bevallja, hogy mi történt valójában: a bűntett helyszínén két nyomozó, Rey és Massard jelentek meg elsőként, ők vitték el a hullát máshová. A két korrupt zsaru Musard úrnak dolgozik, aki a szerencsejáték-üzletet tartja kézben.
Az ál-Cerutti egy este elrabolja Musard urat, és meztelenül kirakja az utcára egy telefonfülke közelében. Ezzel a trükkel néhány órára kivonja a férfit a forgalomból. Közben elmegy Musard úr kaszinójába, és robbanóanyagot helyez el az irodában. A robbanás nyomán óriási pánik támad. Az ál-Cerutti arra számít, hogy Musard az akcióval a nizzai alvilág másik fejesét, Achille-t gyanúsítja majd. Miután távozik a kaszinóból, útközben segít egy elegáns nőnek, akinek lerobbant a kocsija. A nő házába mennek, ahol rövidesen ágyba kerülnek. Az asszony szintén ott volt a kaszinóban a robbanás idején. Másnap, reggeli közben együtt olvassák az esetről szóló sajtóhíreket. Hamarosan elválnak, hiszen az asszony – Edmonde Puget-Rostand – írónő, dolgoznia kell.
Az ál-Cerutti visszatér Bertrand özvegyéhez, ahol már jelen van Musard úr riválisa, Achille. A férfi megtagadja, hogy fizessen Ceruttinak. Megjelenik Rey és Massard. Rey leüti Ceruttit. Az alélt férfit pisztollyal a kezében kiteszik az országútra, nem messze Mario hullájától. Cerutti alig tér magához, már ott a rendőrség. Beviszik, s némi ütlegeléssel színezve kihallgatják. Éppen a folyosón viszik a zárkájába, amikor megjelenik egy fiatal lány, aki apjaként kiált utána. Grimaud felügyelő gyorsan az irodájába tessékeli a Charlotte nevű lánykát. Rövidesen sor kerül Cerutti és Charlotte találkozására. A lány Angliában nevelkedett eddig, de eljött az iskolából, a férfi pedig valójában rendőr. Egyébként tényleg apáról és lányáról van szó. Cerutti Edmonde-hoz küldi Charlotte-ot. Mivel Grimaud is rájött arra, hogy őrizetese valójában rendőr, Cerutti titkos szövetséget ajánl neki, hogy rács mögé juttassák Musard-t és Achille-t. Mario meggyilkolásának helyszíni rekonstrukciója közben Cerutti megszökik. Autós hajsza során sikerül leráznia üldözőit. Edmonde-hoz megy, ahol békésen vacsorázgatnak négyesben. (A negyedik személy Edmonde férje.) Charlotte azzal próbálja felhívni magára a figyelmet, hogy azt állítja, állapotos. Cerutti és Edmonde azonban tudják, hogy mindez csak mese, hogy foglalkozzanak kicsit a lánnyal.
Cerutti még aznap este elmegy Langlois úr vendéglőjébe. Hazaküldi a kuncsaftra váró kurvákat, és benzint locsol szét a helyiségben. Utána úgy tesz, mintha Musard urat hívná, majd a Langlois házaspár szeme láttára felgyújtja a vendéglőt. Achille-nek a házaspár természetesen azt bizonygatja, hogy a gyújtogatás Musard úr parancsára történt. Langlois elejtett megjegyzése azonban gyanút ébreszt Achille-ben. Elküldi nyomozni Reyt és Massard-t, akik Cerutti mamához mennek látogatóba. Az asszony persze elmondja, hogy neki nincs fia. Közben az ál-Cerutti kimegy a repülőtérre. Itt elfogja azt a kábítószer-szállítmányt, ami egy játékmaciban érkezik Musard számára. Utána felhívja őt, s úgy beszél, mintha Achille utasítására cselekedne. Mellesleg kilátásba helyezi, hogy pár perc múlva újra felrobban Musard irodája, ami be is következik. Grimaud felügyelő kávézgatás közben örömmel olvassa a bandaháborúról szóló újsághíreket.
Massard és Rey már tudják, hogy Cerutti valójában nem az, akinek mondja magát, de még mindig nem tudják, kicsoda valójában. Hamarosan ez is kiderül: Cerutti nem más, mint Borovitz felügyelő Párizsból, a korrupt zsaruk réme. Massard a lebukás elől Velencébe akar menni, hogy ott várja ki a bandaháború végét, Rey azonban végezni akar Borovitz felügyelővel. Egy ízben a nyomába ered, de Borovitz csapdába csalja egy szaunában. Miután Rey megpróbálja megölni, Borovitz bezárja egy szaunafülkébe, és forró gőzt enged rá. Később a hullát liften felküldi Achille lakásába, és kihívja rá a rendőrséget. Achille-t letartóztatják. Massard ráébred arra, hogy egykori megbízója, Achille fölött eljárt az idő. Elmegy Musard-hoz, és szövetséget ajánl neki. Álarcosok egy presszó teraszáról elrabolják Borovitz lányát. Massard felajánlja Borovitznak, hogy visszaszerzi a lányt, amennyiben a felügyelő tisztára mossa őt. Mivel Grimaud felügyelő megtagadja a segítségét, Borovitz magánakcióba kezd. Kiviszi Achille-t a rendőrségről, s a szaunában megpróbálja szóra bírni. Kiderül, hogy Achille tényleg semmit nem tud Charlotte elrablásáról. Jelentkezik azonban Musard, és alkut ajánl Borovitznak. Találkát beszélnek meg, ahol Massard jelenik meg Charlotte-tal. Valójában Massard megölte a lány őrzőit és Musard-t, hogy elnyerje Borovitz bizalmát Charlotte visszajuttatásával. Borovitz úgy tesz, mintha hálás lenne. Átadja kocsija kulcsát Massard-nak, hogy az immár fölöslegessé vált Achille-t ő vigye vissza a rendőrségre. A rendőrségi rádión viszont azt a felhívást teszi közzé, hogy Achille Massard segítségével megszökött. Massard az autóban visszautasítja Achille ajánlatát, hogy szökjenek meg: ő komolyan elhitte, hogy Charlotte visszajuttatásával sikerült elsimítani régebbi zűrös ügyeit. A rendőrök rövidesen megállítják Massard kocsiját, és megkísérlik letartóztatni a férfit. Erre Massard – még mindig Achille-lal az autóban – menekülőre fogja, de karambolozik. A kigyulladt kocsi égve zuhan egy töltésről a közeledő vonat elé. A nizzai alvilágot a rendőrség immár lefejezte. Borovitz és Charlotte búcsút vesznek Edmonde-tól…

## Érdekességek
- A film előzménye, hogy Belmondo és Lautner kölcsönösen kinyilvánította azon óhaját, hogy szeretnének egymással dolgozni. Miután csatlakozott hozzájuk Michel Audiard forgatókönyvíró, elkezdtek megfelelő témát keresni. Szerették volna, ha filmjük tele lenne akciókkal, váratlan fordulatokkal, valóságos figurákkal. Az alapanyagot Michel Grisolia L’Inspecteur de la mer (A tenger felügyelője) című regénye szolgáltatta. Egész pontosan a könyv egyik jelenete, és főleg egyik szereplője tűnt érdekesnek számukra.
- Belmondó örömmel fogadta, hogy lényegében két szerepet játszik egyszerre. Lautner kívánsága az volt, hogy ezúttal főleg színészi eszköztárát csillogtassa meg, kevesebb kaszkadőrmutatványa legyen.
- A sanzonénekesként is ismert Marie Laforêt további két filmben volt Belmondo partnere: Az arany bűvöletében (1984), Kellemes húsvéti ünnepeket! (1984).
- A szereplők közül többen a magánéletben barátságot ápoltak Belmondóval. A Charles Gérard-ral való barátság azonban csúnyán ért véget. 1980-ban Gérard egy újságinterjúban lényegében azt állította, hogy ő nevelte fel Belmondo három gyerekét, ő járt a szülői értekezletekre, és a gyerekek is hozzá fordultak a problémáikkal, nem az apjukhoz. Belmondo beperelte a lapot és a barát-kollégát: mindkét pert megnyerte. Gérard-ral hosszú időre megszakította a barátságot, de a 2000-es években kibékültek és újra jóbarátok lettek.
- A Belmondo ellenfelét alakító Claude Brosset jó barátja lett Belmondónak és ez a barátság mindvégig kitartott és addig még négy másik filmben dolgoztak együtt. Brosset 2007-ben meghalt.

## Főszereplők
| Szerep                               | Színész              | Magyar hangja (1. szinkron, 1981) |
| ------------------------------------ | -------------------- | --------------------------------- |
| Antonio Cerutti / Stanislas Borovitz | Jean-Paul Belmondo   | Sztankay István                   |
| Théodore Musard                      | Georges Géret        | Láng József                       |
| Georges Massard felügyelő            | Jean-François Balmer | Mikó István                       |
| Achille Volfoni, „a korzikai”        | Claude Brosset       | Konrád Antal                      |
| Charlotte, Borowitz leánya           | Julie Jézéquel       | Jani Ildikó                       |
| Marcel Langlois                      | Michel Beaune        | Gruber Hugó                       |
| Rey                                  | Tony Kendall         | Csurka László                     |
| Simone Langlois                      | Catherine Lachens    | Tóth Judit                        |
| Madame Bertrand                      | Juliette Mills       | Császár Angela                    |
| Mario                                | Venantino Venantini  | Végvári Tamás                     |
| Cazauban                             | Charles Gérard       | Bodor Tibor                       |
| Grimaud felügyelő                    | Michel Galabru       | Fillár István                     |
| Edmonde Puget-Rostand                | Marie Laforêt        | Bánsági Ildikó                    |
| Autósiskola oktatója                 | Philippe Castelli    | Zenthe Ferenc                     |
| Ügyész                               | Marc Lamole          | Perlaki István                    |
| Camille                              | Michel Peyrelon      | Balázs Péter                      |

- További szereplők magyar hangja: Balázsi Gyula, Cs. Németh Lajos, Dallos Szilvia, Képessy József, Kránitz Lajos, Szabó Ottó, Szokolay Ottó, Trokán Péter, Varga T. József

## Díjak, jelölések
Golden Screen-díj (1980)
- díj: Golden Screen

Jupiter-díj (1979)
- jelölés: legjobb nemzetközi színész (Jean-Paul Belmondo)

## Külső hivatkozások
- Zsaru vagy csirkefogó? a PORT.hu-n (magyarul)
- Zsaru vagy csirkefogó? az Internetes Szinkronadatbázisban (magyarul)
- Zsaru vagy csirkefogó? az Internet Movie Database-ben (angolul)
- Zsaru vagy csirkefogó? a Rotten Tomatoeson (angolul)
- Zsaru vagy csirkefogó? a Box Office Mojón (angolul)
- Flic ou voyou (1979). AlloCiné (allociné.fr)
- Emlékezetes párbeszédek a filmből francia nyelven